# Жайськ
Жайськ (рос. Жайск) — село в Вачському районі Нижньогородської області Російської Федерації.
Населення становить 114 осіб. Входить до складу муніципального утворення Новосельська сільрада.

## Історія
Від 2009 року входить до складу муніципального утворення Новосельська сільрада.

## Населення
| 1859 | 1897 | 1905  | 1926  | 1999 | 2002 | 2010 |
| ---- | ---- | ----- | ----- | ---- | ---- | ---- |
| 789  | ↘665 | ↗1209 | ↘1069 | ↘142 | ↘116 | ↘114 |